# Jacob Rinne
Jacob Karl Anders Rinne (Skövde, 20 giugno 1993) è un calciatore svedese, portiere del Djurgården.

## Carriera

### Club
Inizialmente all'Örebro era riserva di Oscar Jansson. Nel corso dell'Allsvenskan 2015, circa a metà campionato, si è definitivamente guadagnato il posto da titolare a discapito del compagno di squadra.

### Nazionale
Ha giocato nelle nazionali giovanili svedesi Under-19 ed Under-21; con quest'ultima nel 2015 ha anche vinto gli Europei di categoria.
Tra il 2016 ed il 2019 ha giocato 3 partite con la nazionale maggiore svedese, nel corso delle quali ha subito una sola rete.

## Palmarès

### Nazionale
- Campionato d'Europa Under-21: 1

2015